# 第一代聖海倫男爵阿萊恩·菲茨赫伯特

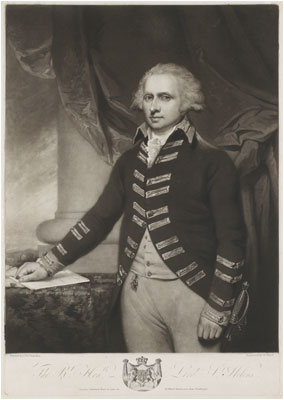
阿萊恩·菲茨赫伯特，第一代聖海倫男爵

阿萊恩·菲茨赫伯特，第一代聖海倫男爵，PC（Alleyne Fitzherbert, 1st Baron St Helens，1753年3月1日—1839年2月19日），英國外交官，是著名探險家喬治·溫哥華的一位朋友。喬治·溫哥華曾以他的名稱為聖海倫火山命名。聖海倫勳爵曾自1783年至1788年擔任英國駐俄羅斯全權公使，後來在1787年被任命為愛爾蘭布政司，以及大不列顛王國和愛爾蘭的樞密院顧問官。聖海倫勳爵出任愛爾蘭布政司至1789年卸任，之後曾自1790年至1794年出任英國駐西班牙全權公使。
| 官衔                        | 官衔                       | 官衔                   |
| --------------------------- | -------------------------- | ---------------------- |
| 前任者： 托馬斯·柯德-波利特 | 愛爾蘭布政司 1787年–1789年 | 繼任者： 羅伯特·荷巴特 |

| 前任者： 新創設 | 聖海倫男爵 1791年–1839年 1801年–1839年 | 繼任者： 斷絕 |